# Démosthène Agrafiotis
Dimosthénis Agrafiótis (en grec moderne : Δημοσθένης Αγραφιώτης), plus connu en français sous le nom de Démosthène Agrafiotis, né le 28 décembre 1946 à Karpenísi en Grèce, est un essayiste, poète, plasticien, photographe, peintre, art performer, professeur et éditeur grec, connu également pour ses nombreuses installations.
Sa production littéraire et plastique est une contribution à la conjonction de l'art avec les nouvelles technologies,.

## Biographie
De 1964 à 1969, il étudie à l'École Polytechnique d'Athènes, puis il quitte la Grèce pour entrer à l'Université du Wisconsin, pour y étudier le génie chimique.
Dans les années 1970, il fait des allers et retours entre les États-Unis, la France et la Grèce. Lors de ses séjours en France, il suit les séminaires de Michel Foucault et de Claude Lévi-Strauss, 
En 1973, il publie son premier livre à Athènes if you work with me ; c'est le début d'une longue carrière internationale à la production abondante.
En 1976, il soutient sa thèse de 3e cycle de gestion La stratégie de l'entreprise et les dimensions socio-culturelles de son interaction avec l'environnement, à l'université Paris IX, sous la direction de Pierre Jarniou.
En 1979, il devient docteur d'état en soutenant sa thèse L'action organisée et les dimensions socio-culturelles de la technologie, à l'université Paris IX, toujours sous la direction de Pierre Jarniou.
Il a publié divers livres d'essais et d’articles sur l’art, la science/technologie, la santé publique et la modernité, en tant que phénomènes socioculturels,.
Artiste, il s'est fait connaître en participant à des expositions de peinture, de photographie et de la poésie visuelle aussi bien collectives que consacrées son œuvre personnelle en Grèce et à l’étranger,.
À partir de 1984, il édite et dirige la revue Clinamen (Klinamen), qui deviendra une maison maison d'éditions consacrées à la publication de livres d'artistes.
Il intervient régulièrement à l'Institut Supérieur des Beaux Arts de Besançon (ISBA) et il fut professeur de sociologie à l’École Nationale de Santé Publique (Grèce),,, jusqu'en 2007, connu, entre autres, pour ses analyses sur la prévention des troubles mentaux et le VIH,,.
Il est également membre du Collège européen de prospective territoriale et du réseau européen d’échanges et de coopération sur l’exclusion sociale et la santé des migrants.

## Œuvres

### Poésie

#### En grec
- Lettres, sonnets, Soneta, grammata, revue digitale e-poema, www.epoema.eu, 2010,
- Continuité non-familière, Anoikeia synexei-a, poèmes et photos, Éditions Erato, Athènes, 2010[23],
- Sous contraintes. Ypo periorismo, musique Mihail Paleologou, soprano Sofia Zarani, Guildhall School of Music and Drama, Bishopgate Institute, Londres, 2008,
- Monogatari I, dessins Harumi Terao, Taiyo-Kashisuki, Nagoya, 2008,
- Maintenant,1/3, Éd. Erato, Athènes, 2007[23],
- Monogatari, dix-sept poèmes d’inspiration japonaise, 2006,
- Maribor, Éd.Erato, Athènes,
- Lexicones, Publication spéciale du Laboratoire de Linguistique et Rhétorique, Laboratoire des Nouvelles Technologies, Département de Communication et Moyens de Communication, Université Panteion, Athènes, traduction R. Ruchaud et E. Pinakoulaki, hors commerce, 2000,
- mera de – Doucement, doucement, Éd. Erato, Athènes, 2000,
- Lexicones, en collaboration avec A. Iacovella, 1999,
- Topoeme, Éd.Erato, Athènes, 1997,
- N, ai, Éd.Erato, Athènes, 1992,
- Cahier chinois, Éd. Erato, Athènes, 1989,
- Dialytika, Éd. Clinamen, 1982,
- Micro-cyclo-flux, Éd. Olkos, 1979[24],
- Distances, Paris, 1977,
- Dimensions d’écriture, Éd. Sima/Polyplano, 1976.
- Isomorphismes, Éd. Ikaros, 1973.

#### En français
- bebeDaDA, Éd. Estepa, 2014[25],
- Bétises, livre-objet, Collection La Petite Motesta, Éditions Fidel Anthelme X, 2011[26],
- Isomorphismen, Isomorphismes, Iσομορφισμοί, publication trilingue, traduction Claire Benedetti et Rudiger Fischer, Éditions En Forêt / Verlag Im Wald, 2010[27],
- Bulles, Éditions Voix, Richard Meier, 2010,
- Le sentiment de la bouche à la lettre, collection l’incitatoire, Éditions Trident Neuf Éditeur, 2009[28],
- Cahier chinois, traduction M. Valley, Éditions [0], 2008[29],
- Bribes. Piazza Navona, traduction M. Valley, dessins Anne Slacik, Éditions Rivieres, 2007[30],
- Bribes. Les noms, Éditions traduction M. Valley, dessins Anne Slacik, Rivieres, 2007,
- Bribes. Pierres dorées, traduction M. Valley, dessins Anne Slacik, Éditions Rivieres, 2007,
- Bribes. Chimère ou énigme, traduction M. Valley, dessins A. Slacik, Éditions Rivieres, 2007,
- Quelle lettre, traduction M. Valley, dessins A. Slacik, Éditions Rivieres, 2007,
- Topoèmes, poèmes, seize livres peints par A. Slasik, hors commerce, 2006,
- Ou,i, traduction C. Benedetti, Éditions de l’Attente, 2005,
- Épigraphies, Ulysse – Fin de Siècle, traduction L. Farnoux, Éditions Virgile, Dijon, 2003[31],
- DiGit Dix / Les cinq sens, vingt exemplaires hors commerce, Gramma-Bus x Suxus, Bur Bureau, 2001,
- Scène, chaine, mots et images, Coll. 16 p. in quarto, hors commerce, École Nationale Supérieure d'Art de Bourges, 1996,
- Déviations, traduction E. Hocquard, Cahiers de Royaumont, 1991[32],
- Un normand : itinéraire d'une guerre 1939 1945, Éd. Fondation Royaumont, 1991,
- Flux et turbulences, traduction R. Briatte et G. Michaelides, Éditions de la Jonque, Lodève, 1985.

#### En anglais
- Y, Es& Diaeresis, Éd. Dusie, 2016,
- “now, 1/3” and the poem, Éd. BlazeVOX, 2012,
- Chinese Notebook, Éd. Ugly Duckling Presse, 2010,
- Maribor, Éd. Post Apollo Press, 2010.

#### Anthologie
- Anthologie de la poésie grecque, traduit du grec par Kostas Nassikas et Hervé Bauer, Éd. L'Harmattan, 2012[33].

### Essais

#### En grec
- Poétique culturelle, Éd. Erato, (Athī́na : 'Ekd. 'Eratṓ), 2012,
- Para-ana-gnorisi", Para-mis reconnaissance, 4, essais sur C.A. Doxiadis, Éd. Koinos Topos / Synapsis, 2010,
- Analyse Prospective. La Grèce en 2021, avec E. Koukios et N. Maroulis, édité par le Ministère du développement, en grec et en anglais, 2005,
- Sexualité(s) à l’époque de l’incertidue et du sida, avec E. Ioannidi-Kapolou, Éd. Polytropo, 2005,
- Santé, maladie, société, Éd. Typothito/Dardanos, Athènes, 2003,
- Science, Technologie, Société, Éd. Ellinika Grammata[34], 2000,
- Recherche socio-économique pour les services de santé, Volume C., avec G. Lopatatzidis dmy/gic, Université hellénique à distance, 2000,
- Incertitudes culturelles, Éd. Ellinika Grammata, 1999,
- Sida. Ombre Transversale, Éd. Ypsilon, 1997,
- L’image mobile, Éd. Capricorne / Cinema, 1991,
- Modernité, représentation, Éd. Ypsilon, 1986,
- Empreintes, enlèvements (Sur et avec la photographie), Éd. Moresopoulos / Photographie, 1988,
- Santé et maladie. Dimensions socioculturelles, Éd. Litsas, 1988,
- Discontinuités culturelles, Éd. Ypsilon, 1987,
- Replis culturels, Éd. Theoria / Idées, 1983.

#### En anglais
- Y, Es& Diaeresis, Éd. Dusie, 2016,
- The role of Women. Prevention, Society, Economy, D. Agrafiotis et al., Éd. Papazissis Publishers, 2012[35],
- Mis-regognition, Four essays on C. A. Doxiadis, Éd. Koinos Topos / Synapsis, 2010,
- Greece 2021. A Foresight Exercise, D. Agrafiotis et al, gsrt / Ministry of Development, 2005,
- Connecting Brains and Society, The present and future of brain science, collective work Rathenau Institut[36], Fondation du Roi Baudouin[37], 2004,
- Future Impacts of Biotechnology on Agriculture Food Processing, K. Menrad. D. Agrafiotis et al., Éd. Physica Verlag, A. Springer Verlag, 1999.

### Divers
- Cultural Blindness, pour la revue Cultural Anthropology, 2016[38],
- Performance, poétique, dans Fabriques de la langue, Éd. PUF, 2012,
- Péri-Phrases/Para-Phrases. Carnet de rencontres, pour la revue Lignes no 22, 2007,
- Knowledge society: Cultural and post-cultural questions and implications for an ekistics approach, revue Ekistics, Vol. 73, no 436/441, p. 54-56, 2006,
- Fable de déplacement pour la revue MUCRI de l'Université de la Sorbonne, 1977[39]
- Les dimensions socio-culturelles dans la prise de décision, rapport du CEA de Fontenay-aux-Roses, 1977[40].

### Peinture (sélection d'expositions)
- Fluxus – Post – Fluxus, The Art Space Gallery Alexandra Waeirstall[41], Iconografes, Installation après une performance (Zen Fluxus), 2011,
- DADA/DAÇADA/DIDI/I, Hommage a Thanos Murray – Velloudios. Presentation du materiel de "Clinamen" proposé par Velloudios et matériel de ses performances avec la lettre "i", à Lodève dans le cadre du projet "Auxland", Commissaires: M. Kataga et T. Papamichail, Athenes, Plaka, 2008,
- ’Kalligraphein’,’Alphabets, Abecedaries, Artxarτ, présentation de trois ensembles des œuvres au sein de Rice University Houston, Texas (à l'occasion d'une exposition en l'honneur de Níkos Kazantzákis), 05/04/2008, (Organisation par le Département d' Anthropologie-Pr J.Faubion), 2008,
- Dessins (crayons), espace de la Bibliothèque de la Part Dieu, “Le printemps de Poètes”[2], Lyon, 2005,
- Alphabets. De ciel, de terre, Galerie Jean Francois Meyer[42], Marseille, avec l’aide de la ville de Marseille, de Région PACA et le Conseil Général des Bouches-du-Rhône, 2005,
- Alphabets. De ciel, de terre, Galerie Diana, Down Town, 2004[43],
- Abecedaires. Lettres – images – installation, Centre Culturel, Ler-Devagar[44], Lisbonne, 2001,
- Les calligraphes, 4 expositions parallèles, au VAC (Ventabren Art Contemporain)[45], Commissaire J. Blaine, Ventabren (Marseille/Aix-en-Provence), Mecenat : Fondation Kostopoulos. Les autres trois artistes : Ma Desheng-Chine, Abderazzak Sagli-Tynisie, Tolsty-Russie. Catalogue financé par la commune de Ventabren, la Direction régionale des Affaires culturelles (DRAC) et le Conseil régional de Provence-Alpes-Côte d’Azur, 2000,
- 24- chromosomes. Dessins et collages. Galerie de l'Autre Cité à Thessalonique, 1997.

### Photographie (sélection d'expositions)[46]
- Crise.Crisiologie, dans le cadre de l’action de la Fondation ‘’Epitelesis’’ « Display », Athènes, 2014,
- Crise.Cries,Cris(e), dans le cadre des activités « Aéroport », ISBA, École des Beaux Arts, Besançon, 2013,
- Hommage a Piranesi, Ekon Festival, Riverside Studios, Londres, Démosthène Agrafiotis (photos), Mihail Paleologou (musique) et Gustave Andre (musique – informatique), 2010,
- Manuzion, Giorgone, Meeting, milestones, exposition de James Johnson – Perkins, au sein du Festival de photographie d’Athènes (Complexe Olympique, Bâtiment Tae – Kwon – Do, Esplanade, Paleó Fáliro), 2010,
- Photographie et texte', Présentation de Traces, walls et de son livre Monogatari I, poèmes et photos de Japon, comme diaporama digital, commissaire Horst Weierstall, au The Artspace de Nicosie, Chypre, en collaboration avec le Goethe Institut et l’Ambassade allemande de Nicosie, 2009,
- Entopias', photo-vidéo, musique Dimitris Kamarotos, Festival de Photo, Athènes, 2009,
- La lettre I, Intervention-performance-exposition photographique, au Festival de Poésie de Lodève, “La Voix Méditerranéenne”, 2000,
- Photo(a)graphies, Photographiki Synkyria, Galerie "En Chordais", 1996,
- Doubles-Diplographies, Photographiki Synkyria 1992, "Z/M" Gallery, Thessalonique, 11/2 - 6/3/1992.
- Traces, walls, IV, ", 2e Mois International de la Photographie, "Espace Achillion", Athènes, 1989,
- Traces, walls, III - No-perceived Deplacements, Kappa Galerie, Thessalonique, 1985,
- Traces, walls, II", Centre de la Photographie, Athènes, 1982,
- Traces, walls,I, LEKFITH, Thessalonique, 1982,
- Antikleia, Paris, 1977[39].

### Installation/art performer (sélection)
- Equivalence poetry music avec Alípio C. Neto Diggin (musicien) au Festival de Rome "Detour Cinéma", 2017[47]
- Visions V au 22 stops Athènes, 2016[48],

- Edge Condition: Immersed in Sound Vol 1, au Centre pour les Arts d'Athènes, 2015[49],
- Eidos, à l’Institut Supérieur des Beaux Arts de Besançon, l’ISBA, 2014[50],[51],
- The in-Tension #2, à l’Institut Supérieur des Beaux Arts de Besançon, l’ISBA, 2014[50],

- au six d.o.g.s au Moussa Farm d'Athènes, 2011[52],[53], [54],

- 24” Pideo–Voetry', 'Α/Ω', & 'Calligraphein, au Birkbeck College de Londres, 2009[55],

- Domestications, i(mobiles), vidéo, installation, 13e Mois de Photographie, 2006, au Art-Act, d’Athènes, 2006.